# Мъхов ахат
Мъховият ахат е полускъпоценен камък, изграден от силициев диоксид, често срещан във варовици и гранити. Представлява разновидност на халцедона, съдържаща инклузии със зелен, червен, черен или кафяв цвят, които по форма на шарките наподобяват неравномерно пръснати туфи мъх или синьо сирене. Основата на мъховия ахат е прозрачен или млечнобял кварц, а съдържащите се минерални жили основно са формирани от оксиди на мангана, желязото или хрома. Въпреки името си, мъховият ахат не съдържа никаква органична материя. Обичайно се формира от ерозирали вулканични скали.
Минералът е откриван на много места в света, но е най-разпространен в САЩ (особено в алувиалните пясъци на река Йелоустоун и притоците ѝ). Находища има още в Аржентина, Армения, Китай, Индия, Йемен (край град Мока). В България е откриван в Източните Родопи сред рудни жили и вулканити наред с аметист, ахат от бразилски тип (бастионен) и ахат от уругвайски тип (паралелно-ивичест).